# Axel Witsel
Axel Laurent Angel Lambert Witsel (* 12. Januar 1989 in Lüttich) ist ein belgischer Fußballspieler. Der Defensivspieler steht in Spanien beim FC Girona unter Vertrag und ist seit 2008 für die belgische Nationalmannschaft aktiv.

## Karriere

### Vereine

#### Kindheit, Jugend und Anfänge in Lüttich
Axel Witsel wuchs in Vottem vor den Toren Lüttichs auf und begann mit dem Fußballspielen in der Jugend des RRC Vottem und später beim CS Visé. Den Anstoß dazu hatte er von seinem Vater, einem professionellen Futsalspieler, erhalten. Alsbald wechselte er zum größten Klub seiner Geburtsstadt, Standard Lüttich. Dort spielte der junge Axel unter anderem mit seinem späteren Nationalmannschaftskollegen Nacer Chadli zusammen, der in derselben Nachbarschaft wohnte. Witsel gab am 17. September 2006 sein Profidebüt in der Jupiler Pro League gegen den FC Brüssel, als er in der 89. Minute für Steven Defour eingewechselt wurde. Im selben Jahr unterlag er mit Lüttich im Finale des belgischen Pokals dem FC Brügge. In der Saison 2007/08 bildete er zusammen mit Steven Defour und Marouane Fellaini das Mittelfeld von Lüttich und wurde erstmals belgischer Meister. Des Weiteren wurde er als bester Spieler der belgischen Liga mit dem Goldenen Schuh ausgezeichnet und zum belgischen Nachwuchsfußballer des Jahres gewählt. Zum Anfang der Saison 2008/09 gewann er mit Standard außerdem den belgischen Supercup und verteidigte in der Folge – trotz des Weggangs von Fellaini zum FC Everton – den Meistertitel. Dabei verwandelte Witsel im Entscheidungsspiel gegen den RSC Anderlecht den spielentscheidenden Elfmeter zum 1:0-Sieg. In derselben Begegnung am 30. August 2009 brach er während der Partie seinem Gegenspieler Marcin Wasilewski mit einem Foul das rechte Schien- und Wadenbein. Daraufhin wurde er vom belgischen Verband für acht Spiele gesperrt und mit einer Geldstrafe belegt. Im weiteren Verlauf der Saison landete er mit Standard Lüttich im Tabellenmittelfeld und qualifizierte sich als amtierender Meister nicht für die UEFA Europa League. Die Saison 2010/11 war schließlich seine letzte bei Standard Lüttich; er wurde mit der Mannschaft punktgleich hinter dem KRC Genk Vizemeister. Wenige Tage später gewann er zum Saisonabschluss im Endspiel gegen den KVC Westerlo den belgischen Pokal.

#### Benfica Lissabon (2011–2012)
Zur Saison 2011/12 wechselte Witsel nach Portugal zu Benfica Lissabon und unterschrieb dort einen Vertrag über fünf Jahre. In Portugal gehörte er schnell der Stammelf an und schoss gegen Sporting Braga sein erstes Ligator. Am Ende der Saison wurde die Mannschaft Vizemeister und drang bis ins Champions-League-Viertelfinale vor, in dem man am späteren Sieger, dem FC Chelsea, scheiterte. Dennoch gewann man zu Saisonende den Taça da Liga, den portugiesischen Ligapokal.

#### Zenit St. Petersburg (2012–2017)

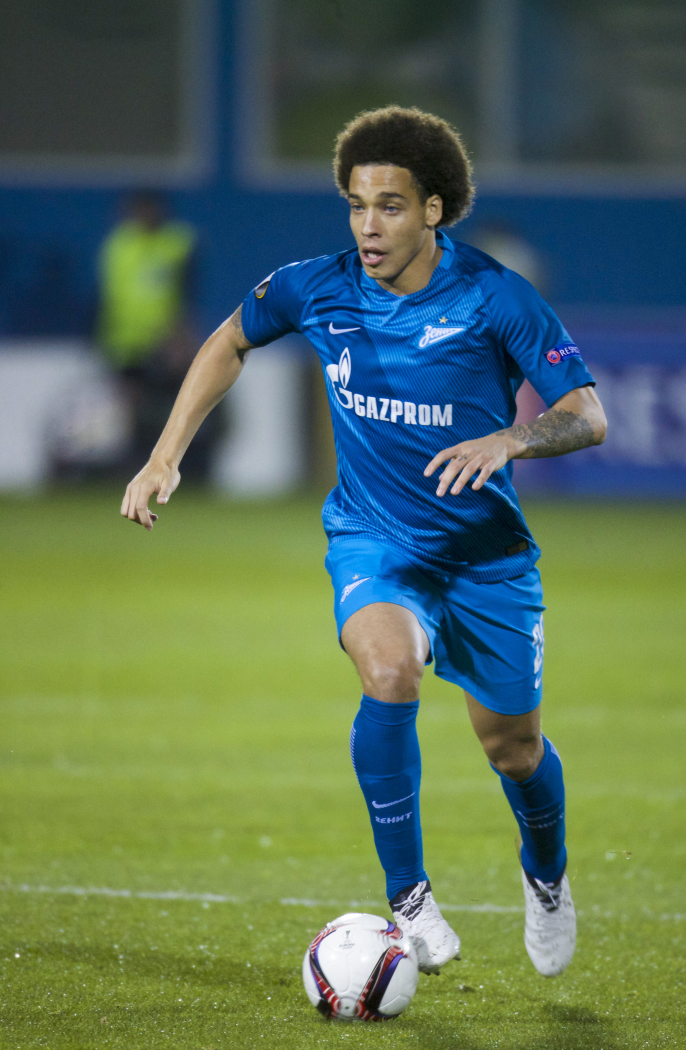
Witsel am Ball für Zenit

Am 3. September 2012 wechselte Witsel zum russischen Meister Zenit St. Petersburg, bei dem bereits sein Landsmann Nicolas Lombaerts spielte. Er unterschrieb einen Vertrag über fünf Jahre und erhielt die Rückennummer 28. Dieser Transfer kostete den Verein rund 40 Millionen Euro Ablöse. Mit Zenit nahm er an der Gruppenphase der UEFA Champions League 2012/13 teil, in der er in fünf Spielen zum Einsatz kam. Zenit belegte hinter dem FC Málaga und dem AC Mailand aber nur den dritten Platz, durfte danach allerdings im Sechzehntelfinale der UEFA Europa League weiter spielen. Dort setzten sie sich nach einem 2:0-Heimsieg und einer 1:3-Auswärtsniederlage aufgrund der Auswärtstorregel gegen den FC Liverpool durch. Im Achtelfinale verloren sie mit 0:2 beim FC Basel, im Rückspiel war dann sein Tor zum 1:0-Sieg nicht ausreichend, um das Viertelfinale zu erreichen. In seiner ersten Meisterschaftssaison in Russland konnte Zenit den Titel nicht verteidigen, der an PFK ZSKA Moskau ging. Als Vizemeister sicherte sich Zenit aber die Teilnahme an der Qualifikation zur UEFA Champions League 2013/14. Hier setzte sich Zenit mit 1:0 und 5:0 gegen den dänischen Vizemeister FC Nordsjælland durch. In den Playoffs wurde der FC Paços de Ferreira, Dritter der portugiesischen Liga mit 4:1 und 4:2 ausgeschaltet. In der Gruppenphase konnte Zenit zwar nur ein Spiel gewinnen, wurde aber trotzdem Zweiter hinter Atlético Madrid. Das Aus kam dann im Achtelfinale gegen den deutschen Vizemeister und Vorjahresfinalisten Borussia Dortmund: nach einer 2:4-Heimniederlage mit frühen Gegentoren in der 4. und 5. Minute, wurde zwar das Rückspiel mit 2:1 in Dortmund gewonnen, das reichte aber nicht. Witsel wurde dabei nur im Auswärtsspiel gegen den FC Porto in der Gruppenphase nicht eingesetzt. Seine zweite Meisterschaftssaison in Russland endete wie die Erste mit der Vizemeisterschaft und der Teilnahme an der Qualifikation zur UEFA Champions League 2014/15. Hier konnte zunächst nach einer 0:1-Auswärtsniederlage durch ein 3:0 im Heimspiel der zyprische Vizemeister AEL Limassol aus dem Weg geräumt werden, wobei Witsel im Rückspiel nicht zum Einsatz kam. In den Playoffs ging es dann gegen seinen Ex-Verein Standard Lüttich. Hier fehlte er im Hinspiel in Lüttich, das mit 1:0 gewonnen wurde, kam aber beim 3:0 im Rückspiel zum Einsatz. Damit stand Zenit erneut in der Gruppenphase, die aber hinter dem AS Monaco und Bayer 04 Leverkusen nur als Dritter beendet wurde. Beim 2:0 im ersten Gruppenspiel gegen den späteren Gruppenletzten Benfica Lissabon konnte er sich auch in die Torschützenliste eintragen lassen. Als Dritte durften die Russen aber im Sechzehntelfinale der UEFA Europa League weiterspielen, wo sie mit 1:0 und 3:0 gegen den PSV Eindhoven gewannen. Im Achtelfinale gewannen sie dann das Heimspiel gegen den FC Turin mit 2:0, wobei er das erste Tor erzielte, so dass sie die 0:1-Auswärtsniederlage verkraften konnten. Das Aus kam dann im Viertelfinale gegen Titelverteidiger FC Sevilla, der auch seinen Titel erfolgreich verteidigen konnte. Beim Hinspiel in Spanien waren sie aber sogar mit 1:0 in Führung gegangen und kassierten erst in der 87. Minute das Tor zum 1:2. Im Rückspiel gerieten sie dann zwar bereits nach 6 Minuten durch einen verwandelten Elfmeter in Rückstand, konnten dann aber in der zweiten Halbzeit das Spiel drehen und mit 2:1 in Führung gehen, kassierten dann aber fünf Minuten vor dem Ende noch den Ausgleichstreffer, der die Verlängerung verhinderte. Besser lief es in der Premjer-Liga 2014/15, die Zenit mit dem vierten Meistertitel abschloss. Damit war Zenit direkt für die Gruppenphase der UEFA Champions League 2015/16 qualifiziert.
Die Saison 2015/16 begann für Witsel mit dem Sieg im russischen Supercup, bei dem er in der 83. Minute die Vorlage zum 1:1-Ausgleichstor gegen Lokomotive Moskau gab, womit sich Zenit in die torlose Verlängerung rettete und anschließend das Elfmeterschießen gewann, bei dem er den zweiten Elfmeter für Zenit verwandelte.
Im ersten Gruppenspiel der Champions League beim FC Valencia erzielte Witsel das Tor zum 3:2-Sieg und leitete damit eine erfolgreiche Gruppenphase ein. Denn mit insgesamt fünf Siegen und nur einer Niederlage gegen KAA Gent am letzten Spieltag – vor dem der Gruppensieg schon feststand – und bei der Witsel nach der dritten Gelben Karte gesperrt war, erreichte Zenit das Achtelfinale, wo sie aber mit 0:1 und 1:2 gegen Benfica Lissabon unterlagen. In der Meisterschaft musste Zenit diesmal nicht nur ZSKA, sondern auch dem FK Rostow den Vortritt lassen und ist damit als Dritter nur für die Gruppenphase der UEFA Europa League 2016/17 qualifiziert. Allerdings konnte er mit Zenit den Pokal durch einen 4:1-Finalsieg gegen ZSKA gewinnen.
Vor der Saison 2016/17 wäre Witsel fast zu Juventus Turin gewechselt.
Zenit willigte wenige Minuten vor Schließung des Transferfensters ein, aber die Zeit reichte nicht mehr, um die erforderlichen Unterlagen rechtzeitig zu übermitteln.

#### Tianjin Quanjian (2017–2018)
Am 3. Januar 2017 verließ Witsel St. Petersburg nach viereinhalb Jahren und schloss sich dem chinesischen Erstligisten Tianjin Quanjian an. Medienberichten zufolge sollte er einen Vertrag über drei Jahre unterschrieben haben, der ihm umgerechnet 60 Millionen Euro einbringen sollte.

#### Borussia Dortmund (2018–2022)

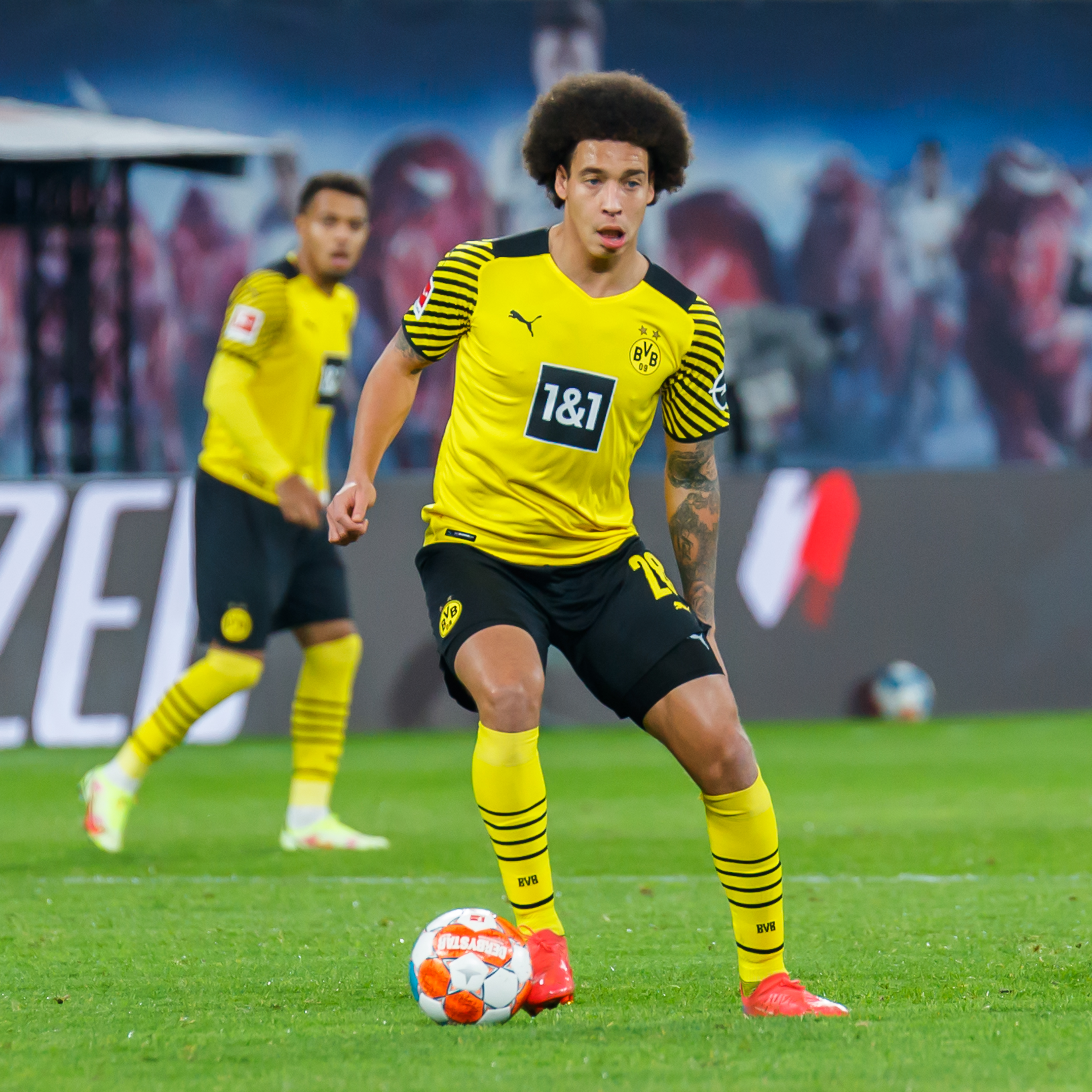
In einem Ligaspiel für den BVB (2021)

Anfang August 2018 wechselte Witsel zum deutschen Bundesligisten Borussia Dortmund, wo er einen bis Juni 2022 gültigen Vertrag unterschrieb. Bei seinem Debüt am 20. August 2018 im DFB-Pokal-Spiel gegen die SpVgg Greuther Fürth erzielte er den Ausgleich in der Nachspielzeit; der BVB gewann das Spiel nach Verlängerung mit 2:1 und zog in die 2. Pokalrunde ein. Am 26. August 2018 debütierte der Mittelfeldspieler für den BVB in der Bundesliga im Heimspiel gegen RB Leipzig – per Fallrückzieher erzielte er das 3:1 (Endstand 4:1). Bereits in seinen ersten Einsätzen für den BVB harmonierte Witsel auf der „Doppelsechs“ mit einem anderen Neuzugang, Thomas Delaney. Mit nur einem verpassten Pflichtspiel war der Belgier durch seine Übersicht und die ausgestrahlte Ruhe im Spiel rasch zu einer wichtigen Stütze für die Mannschaft geworden. Im August 2019 gewann Witsel seinen ersten Titel mit dem Verein, als der Doublesieger der Vorsaison, der FC Bayern München, mit 2:0 im DFL-Supercup besiegt wurde. Durch eine zu Hause zugezogene Gesichtsverletzung verpasste er die letzten drei Spieltage der Hinrunde 2019/20 und spielte nach seiner Rückkehr einige Zeit mit einer Schutzmaske. Der Belgier wurde mit dem BVB erneut Vizemeister und hatte mit 94,1 % angekommenen Pässen die beste Quote der Liga in dieser Kategorie, womit er sich beispielsweise gegen Nico Elvedi, Sven Bender oder Julian Baumgartlinger durchsetzte.
Im Laufe der Saison 2020/21 sanken Witsels Leistungswerte im Vergleich zu seiner Debütspielzeit teilweise ab. Während seine Passquote die meiste Zeit immer noch mindestens 90 % betrug, verlor er nun häufiger Zweikämpfe, lief weniger und hatte seltener den Ball. Besonders gegen tiefstehende Gegner bemängelte das Portal Spox sein mangelndes Tempo im Spielaufbau, was zum einen Konter verhindern und zum anderen dem Gegner Zeit zur Neuformation bieten würde. Sowohl die Neuverpflichtung Jude Bellingham wie auch Witsels bereits etablierter Partner Delaney oder Emre Can wären, so Spox, mittlerweile leistungstechnisch näher an ihn herangerückt. Beim 3:1-Auswärtserfolg in RB Leipzig Anfang Januar 2021 erlitt der Belgier ohne Fremdeinwirkung einen Achillessehnenriss und fiel langfristig aus.
Bei der EM 2021 konnte der aufs Feld zurückgekehrte Witsel wertvolle Spielpraxis erlangen und stand dem BVB somit auch in der Vorbereitung auf die Spielzeit 2021/22 wieder zur Verfügung. Während Fachärzte von einer Rückkehr nach sechs bis acht Monaten sprachen, war Witsel bereits nach deren fünf wieder einsatzfähig. Da Mats Hummels verletzungsbedingt nur eingeschränkt und Dan-Axel Zagadou nach seiner Reha nach wie vor gar nicht einsetzbar waren, spielte der etatmäßige Mittelfeldspieler an den ersten drei Bundesligaspieltagen sowie im Supercup neben Manuel Akanji und vor dem neuen Keeper Gregor Kobel in der Innenverteidigung. Zwei dieser Spiele gingen verloren, insgesamt musste Dortmund neun Gegentore hinnehmen. Der ebenfalls neue Trainer Marco Rose rechtfertigte die Verschiebung Witsels mit den Worten „Wenn man in dem Alter von Axel mit so einer Verletzung rausgeht, dann so eine EM spielt und anschließend topfit aus dem Urlaub zurückkehrt, dann zeigt das, was für ein Profi man ist. Wir wollten Dominanz ausstrahlen und brauchten dafür fußballerische Ruhe und Qualität am Ball.“ Im weiteren Verlauf der Hinserie agierte der Belgier dann wieder wie gewohnt als „Sechser“, erhielt aber aufgrund seiner Leistungen vom kicker beispielsweise überwiegend Zensuren zwischen 3 und 4; beim 0:4 gegen Ajax Amsterdam in der Champions League sowie dem 1:2 gegen RB Leipzig in der Liga benotete ihn das Magazin gar jeweils mit der Note 5. Ab Februar 2022 kam der Belgier in allen Pflichtspielen, außer dem „Spitzenspiel“ gegen Bayern München, zum Einsatz und wurde die meiste Zeit von Beginn an aufgeboten. Hierbei profitierte er aber auch von einer Schulterverletzung Mahmoud Dahouds sowie der verstärkten Einbindung Jude Bellinghams ins Offensivspiel. Witsel vertrat Kapitän Marco Reus dreimal im Amt und erzielte das einzige Tor beim 1:0 gegen Mainz 05. Nach dem frühen Ausscheiden im Pokal sowie im Europacup verlor der BVB mit Witsel in der Bundesligarückrunde nur viermal und festigte so bereits vor Saisonende den zweiten Platz und die erneute Qualifikation für die „Königsklasse“. Die Zensuren des Mittelfeldakteurs besserten sich wieder, beim 6:1 gegen Wolfsburg, in dem er auch einmal traf, gehörte er etwa zu den besten Spielern. Wie zwei Mitspieler jedoch auch erhielt Witsel im Saisonendspurt erneut eine 5, als er mit Dortmund das „kleine Revierderby“ zuhause gegen den VfL Bochum mit 3:4 verlor. Der Belgier, der anstatt seines gelbgesperrten Kollegen Emre Can für die Startelf nominiert worden war, verursachte durch ein Handspiel wenige Minuten vor Spielende einen Handelfmeter, den Miloš Pantović zum Endstand verwandeln konnte. Dieselbe Zensur erhielt Witsel vom kicker auch bereits Anfang des Jahres, nachdem er in der Endphase der 1. Hälfte im Pokalspiel gegen den FC St. Pauli im Strafraum einen Ball hatte klären wollen und ein Eigentor verursacht hatte. Somit führten die Hamburger bereits mit 2:0 und Dortmund konnte das Achtelfinal-Aus trotz des Anschlusstreffers nicht mehr verhindern.
Im Mai 2022 gab Witsel bekannt, den BVB nach vier Jahren im Sommer zu verlassen.

#### Atlético Madrid
Nach seinem Vertragsende beim BVB wechselte Witsel zur Saison 2022/23 ablösefrei in die spanische Primera División zu Atlético Madrid. Der 33-Jährige unterschrieb einen Einjahresvertrag. Da Trainer Diego Simeone vor der Abwehrreihe auf Kapitän Koke setzte, wurde Witsel bereits in der Vorbereitung Teil der Innenverteidigung. Je nach taktischer Ausrichtung spielte der Belgier aber auch manches Mal seinerseits als „Sechser“, wenn Koke ins zentrale Mittelfeld verschoben wurde. Mit Atlético wurde Witsel Dritter hinter dem Stadtrivalen Real und dem Meister FC Barcelona, nach welchem man auch am Ende die zweitwenigsten Gegentore hatte hinnehmen müssen. In der Champions League schieden die Spanier gegen Porto, Leverkusen und Brügge als Letzter aus, woraufhin für sie die Europapokalsaison beendet war. Aufgrund einer an eine bestimmte Anzahl von Einsätzen gebundene Klausel verlängerte sich der Vertrag des Stammspielers bereits innerhalb der Saison bis Juni 2024. Im Sommer 2025 verließ er Atlético.

#### FC Girona
Im August 2025 wechselte er zum FC Girona und unterschrieb dort einen Einjahresvertrag.

### Nationalmannschaft

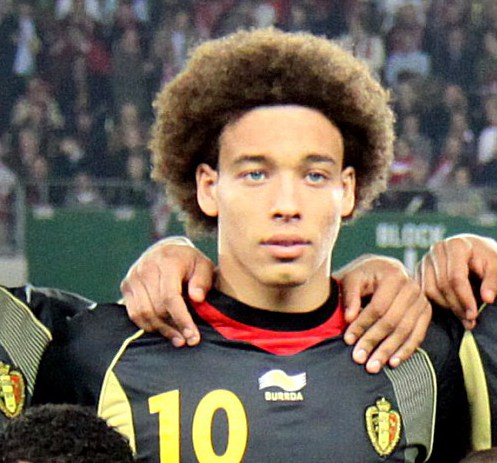
Witsel im Trikot der Nationalmannschaft (2011)

Witsel durchlief diverse belgische Jugendnationalmannschaften. Im Oktober 2005 nahm er mit der U17 an der ersten Qualifikationsrunde für die EM 2006 in Belgien teil, die die belgischen Junioren gewannen. Auch das Miniturnier der zweiten Qualifikationsrunde, das im März 2006 in Polen stattfand, gewannen die Belgier und qualifizierten sich damit für die Endrunde. Bei der Endrunde im Mai 2006 in Luxemburg holten die Belgier lediglich einen Punkt gegen Serbien und Montenegro, verloren aber gegen Deutschland und Tschechien. Zum Kader gehörte auch Toby Alderweireld, der wie Witsel in den nächsten Jahren zu einer der Stützen der A-Nationalmannschaft werden sollte. Im Oktober 2006 nahm er mit der U19-Mannschaft an der ersten Qualifikationsrunde für die EM 2017 teil, die in Rumänien stattfand. Die Belgier qualifizierten sich als Dritte des Miniturniers aber nicht für die zweite Qualifikationsrunde.
Mit der U21-Nationalmannschaft nahm er 2007 an der Europameisterschaft in den Niederlanden teil und scheiterte dort im Halbfinale an der Auswahl Serbiens. Zum belgischen Kader gehörten unter anderen auch Marouane Fellaini, Nicolas Lombaerts, Kevin Mirallas, Thomas Vermaelen und Jan Vertonghen, mit denen er in den nächsten Jahren in der A-Nationalmannschaft spielen sollte. Ab September unternahmen die Belgier einen neuen Anlauf in der Qualifikation für die U21-EM 2009, scheiterten aber. Witsel nahm auch noch an drei Spielen der Qualifikation für die EM 2011 teil, bei der die Belgier durch ein 2:2 im letzten Spiel in Slowenien die Playoffs als nur achtbester Gruppenzweiter verpassten. Da war Witsel aber bereits A-Nationalspieler.
Bereits am 26. März 2008 war er zu seinem ersten Einsatz in der A-Nationalmannschaft gekommen und erzielte sogar direkt bei seinem Debüt ein Tor im Freundschaftsspiel gegen Marokko. Er gehörte dann sofort zum Stamm der Mannschaft und kam unter Nationaltrainer René Vandereycken in den nächsten zehn Spielen zu acht Einsätzen, darunter sechs Spiele in der Qualifikation zur WM 2010. Die Belgier gewannen aber nur drei Spiele. Nach sechs Spielen wurde Nationaltrainer René Vandereycken entlassen und durch Franky Vercauteren ersetzt, unter dem Witsel dann aber nicht mehr eingesetzt wurde. Als Vercauteren noch vor dem letzten Spiel durch Dick Advocaat ersetzt worden war, musste Witsel zunächst auch auf weitere Einsätze warten. Erst im dritten und vierten Spiel unter Advocaat wurde er wieder berücksichtigt. Nachdem Advocaat am 15. April 2010 seinen Rücktritt erklärt hatte, bekam er es dann mit seinem dritten Nationaltrainer Georges Leekens zu tun, der ihn aber bei seinem ersten Spiel nicht berücksichtigte. Ab dem zweiten Spiel unter Leekens war er Stammspieler und wurde in 68 Spielen 62-mal eingesetzt. Aber auch unter Leekens misslang die Qualifikation für die EM 2012, in der Witsel in allen Spielen eingesetzt wurde. Die Belgier gewannen nur beide Spiele gegen die Auswahlen Kasachstans sowie je einmal gegen die Aserbaidschans und Österreichs, wobei Witsel gegen Österreich beide Tore erzielte. Am Ende belegten sie hinter der Auswahl Deutschlands und der Türkei den dritten Platz. Am 13. Mai 2012 verkündete Leekens seinen Rücktritt und Witsel bekam mit Marc Wilmots den vierten Nationaltrainer. Unter Wilmots gelang dann zunächst die Qualifikation für die WM 2014. Bei der WM wurde Witsel nur im letzten Gruppenspiel gegen die Auswahl Südkoreas nicht eingesetzt, als nach der bereits feststehenden Qualifikation für das Achtelfinale einige Stammspieler geschont wurden, die wie er mit einer Gelben Karte vorbelastet waren. Beim 2:1-Sieg n. V. im Achtelfinale gegen die Auswahl der Vereinigten Staaten und im Viertelfinale gegen die Auswahl Argentiniens, das bereits durch ein Tor in der achten Minute zu Ungunsten der Belgier entschieden wurde, spielte er dann wieder jeweils über 90 Minuten.
In der nach der WM begonnenen Qualifikation zur EM 2016 wurde er in den ersten beiden Spielen nicht berücksichtigt, kam in den restlichen Qualifikationsspielen sowie allen anderen Spielen aber zum Einsatz. Durch die guten Ergebnisse eroberten die Belgier im November 2015 auch zum ersten Mal die Spitze der FIFA-Weltrangliste. Er wurde dann auch in das Aufgebot Belgiens für die Europameisterschaft 2016 in Frankreich aufgenommen, gehörte in allen Spielen zur Startelf und verpasste keine Minute. Dabei gelang ihm beim 3:0 im zweiten Gruppenspiel gegen die Auswahl Irlands sein erstes EM-Tor mit dem Treffer zum 2:0. Nach der 1:3-Niederlage im Viertelfinale gegen die Auswahl Wales’ schied er mit seiner Mannschaft aus.
Auch bei der Weltmeisterschaft 2018 in Russland stand Witsel im Kader. Er absolvierte sechs von sieben möglichen Einsätzen, konnte aber kein Tor erzielen. Durch ein 2:0 über die Auswahl Englands gelang Belgien am Ende der Gewinn des dritten Platzes, was dem bislang besten Abschneiden bei einer WM entsprach.
Im Spiel der UEFA Nations League 2018/19 gegen Island am 15. November 2018 absolvierte der Mittelfeldspieler sein 100. Länderspiel für Belgien. Zur EM 2021 wurde er in den belgischen Kader berufen. Die erste Gruppenpartie verpasste der Mittelfeldspieler, der ein halbes Jahr mit einem Achillessehnenriss ausgefallen war, noch, im zweiten Spiel kehrte er nach einer Einwechslung wieder auf den Rasen zurück. Die folgenden drei Partien bestritt der defensive Mittelfeldspieler neben Youri Tielemans oder Kevin De Bruyne jeweils über die volle Spielzeit, im gesamten Wettbewerb ließ die Mannschaft nur zwei Gegentore zu. Im Viertelfinale schieden Witsel und Belgien gegen den späteren Europameister Italien aus.
Witsel spielte in allen sechs Spielen der Nations League 2020/21. Auch bei der Weltmeisterschaft 2022 gehörte er zum belgischer Kader und wurde in allen drei Gruppenspielen eingesetzt. Als Dritter der Gruppe schied die belgische Nationalmannschaft nach der Gruppenphase aus.
Im Mai 2023 gab Witsel das Ende seiner Nationalmannschaftskarriere bekannt. Bis dahin bestritt er 130 Spiele und erzielte 12 Tore für die „Roten Teufel“. Im Mai 2024 wurde er aber für die EM 2024 nominiert und kam auch in den beiden Testspielen nach der Nominierung zum Einsatz.

## Erfolge

### Vereine
Belgien
- Belgischer Meister: 2008, 2009
- Belgischer Pokalsieger: 2011
- Belgischer Supercupsieger: 2008, 2009

Portugal
- Portugiesischer Ligapokalsieger: 2012

Russland
- Russischer Meister: 2015
- Russischer Supercupsieger: 2015
- Russischer Pokalsieger: 2016

Deutschland
- DFB-Pokalsieger: 2021
- DFL-Supercupsieger: 2019

### Auszeichnungen
- Belgischer Goldener Schuh: 2008
- Belgiens Nachwuchsfußballer des Jahres: 2008
- Wahl in die VDV-11: 2018/19

## Spielweise
Witsel kommt überwiegend als „Sechser“ im Mittelfeld zum Einsatz, bei Borussia Dortmund bildete er öfter mit seinem Mannschaftskameraden Thomas Delaney eine „Doppelsechs“. Der Belgier ist bekannt für seine ruhige und besonnene Spielweise, für seine gute Übersicht und eine hohe Passquote. Die Funke Mediengruppe verglich ihn mit einer Klimaanlage, er bliebe „[...] immer cool, auch wenn die Hitze auf dem Platz steigt“. Besonders in der Nationalmannschaft wie auch in Dortmund beweist er seine Qualitäten in der Unterstützung der Defensive als auch als „Lenker“ im offensiven Spielaufbau.

## Sonstiges
Witsels Mutter ist Belgierin, sein Vater gebürtiger Franzose von der Karibikinsel Martinique. Witsel ist seit Juni 2015 mit dem Model Rafaella Szabo verheiratet, das Paar hat zwei Töchter und einen Sohn.
Beim Torjubel formt Witsel seine Hände zu einem Adler, was zum einen in Form eines tropischen Vogels eine Hommage an Martinique, zum anderen eine Verbeugung vor seinem Lieblingsspieler Nicolas Anelka, der ähnlich jubelte, ist.
Neben seiner Karriere als Fußballspieler ist der Belgier auch als Unternehmer aktiv. Unter der Marke AW lässt er Modeaccessoires, vorrangig Caps, produzieren. Seit Sommer 2019 vertreibt er darüber hinaus seinen Parcellaire 28 genannten und in Zentralfrankreich angebauten Wein.